# Droylsden
Droylsden – miasto w Wielkiej Brytanii, w Anglii, w regionie North West England, w hrabstwie Wielki Manchester. W 2001 r. miasto to zamieszkiwało 23172 osób.
W 1945 tu urodził się wokalista zespołu art rockowego 10cc – Eric Stewart. W mieście ma siedzibę klub piłkarski – Droylsden F.C..